# Companhia Nacional de Navegação

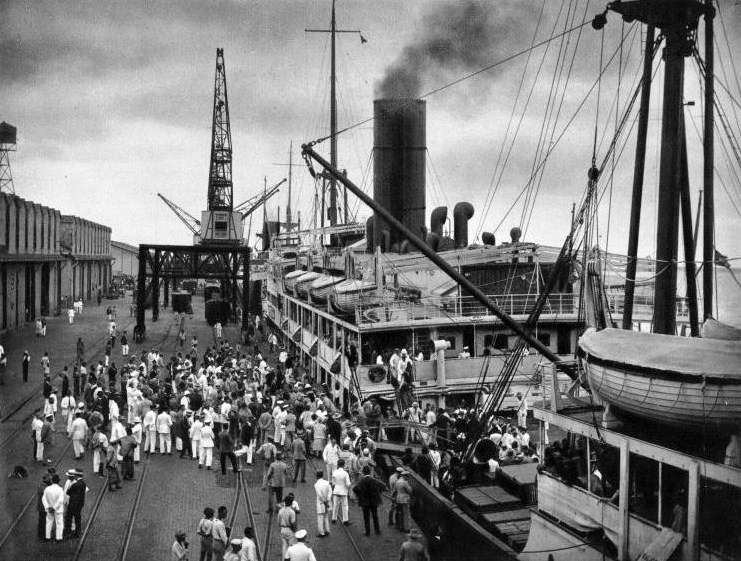
N/T Angola no porto de Lourenço Marques em 1929

A Companhia Nacional de Navegação (CNN) (anteriormente conhecido como Empresa Nacional de Navegação a Vapor para a África Portuguesa, ou Empresa Nacional de Navegação (ENN)) foi uma empresa de navegação portuguesa.[carece de fontes?]

## História

### 1881 - 1918
Foi constituída em 1881, mediante contrato com o Governo Português, para efetuar a ligação marítima de Lisboa a Moçâmedes, as ligações entre as ilhas de Cabo Verde e entre estas e a Guiné, por um período de 10 anos. Tinha como acionistas as empresas Bensaude & Cia., Lima, Mayer & Cia. e Ernst George.
A rota dos navios a vapor da ENN tinha escalas nos portos de Porto Alexandre (atual Tômbua), Moçâmedes, Benguela e Novo Redondo (atual Sumbe), São Tomé e Príncipe, Cabo Verde e Lisboa. O regresso fazia-se pela mesma rota.

### 1918 - 1985 (Companhia Nacional de Navegação)
Em 1918 a empresa foi transformada e passou a ser denominada Companhia Nacional de Navegação (CNN).
Em 1922, perde o monopólio das rotas para as colónias, após a criação da empresa concorrente Companhia Colonial de Navegação, com sede em Angola.
Ao longo da sua existência, a CNN incorporou parte da Sociedade Geral de Indústria Comércio e Transportes (SGCIT) (1919-1972), empresa cuja atividade estava ligada à Companhia União Fabril (CUF) pelo transporte de matérias-primas necessárias e de produtos saídos das unidades fabris dessa empresa.

### 1985 - 2001 (extinção e liquidação)
Após várias tentativas de reestruturação, a CNN, em simultâneo com a Companhia Portuguesa de Transportes Marítimos (CPTM), foi extinta pelo Decreto-Lei n.º 138/85, de 3 de maio, tendo a sua liquidação, após sucessivas prorrogações, sido fixada para 30 de abril de 2001 pelo Decreto-Lei n.º 119/2001, de 17 de abril.

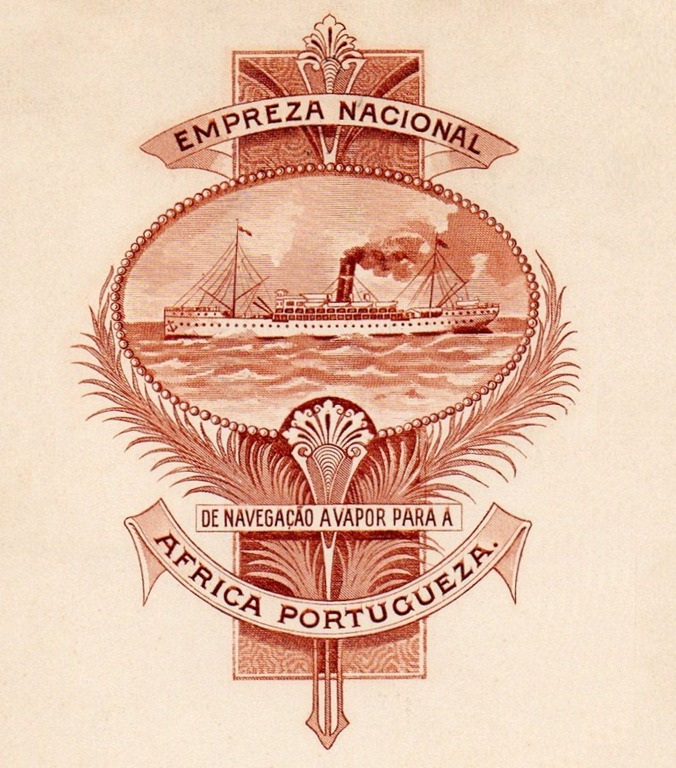
Postal da Empresa Nacional de Navegação a Vapor para a África Portuguesa, Portugal

## Embarcações

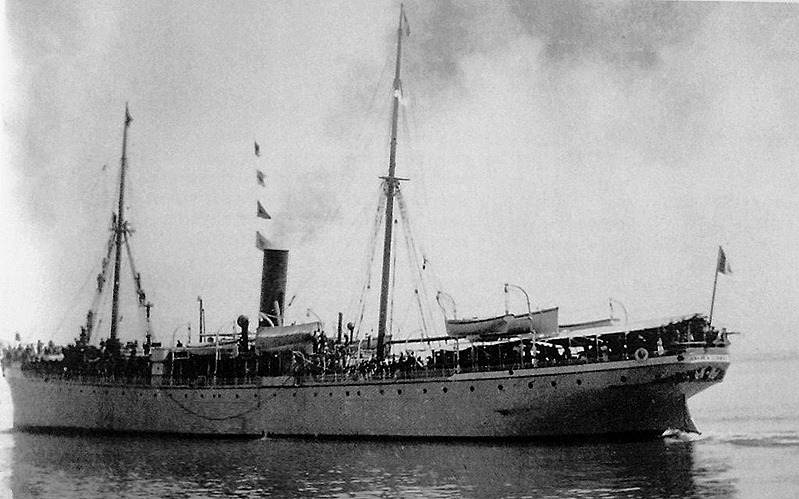
N/T Angola (1881-1909)

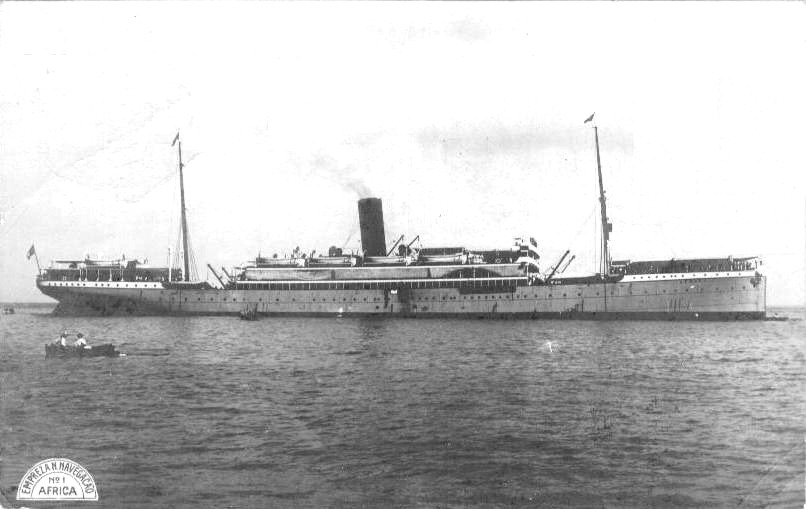
N/T África (1905-1932)

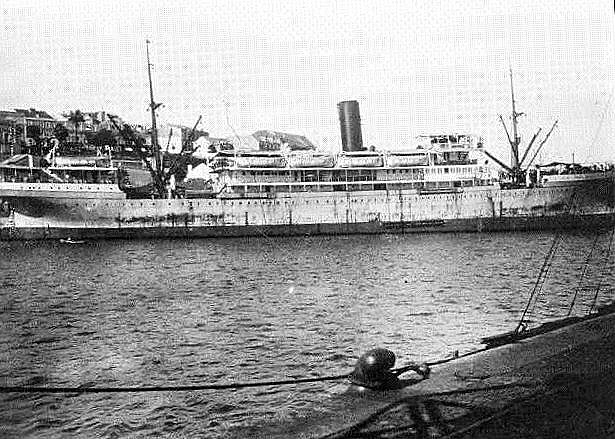
N/T Moçambique (1949)

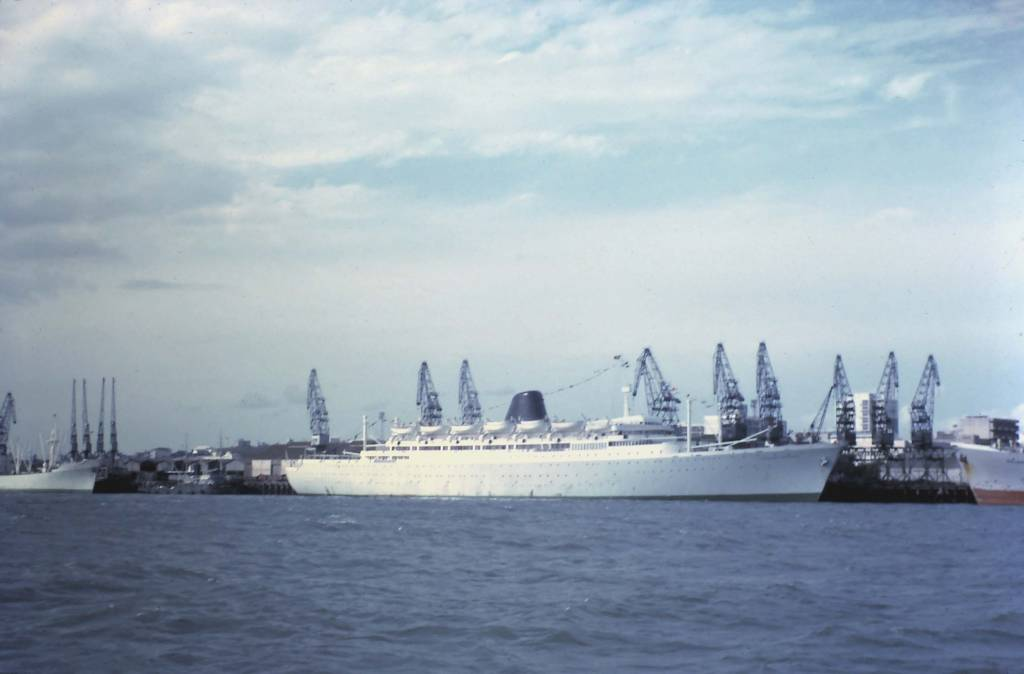
N/T Príncipe Perfeito em 1967

A CNN deteve a maior frota do país, com nove unidades: o "N/T Príncipe Perfeito" (1961), que se constituía no seu navio-almirante, os gémeos "N/T Angola" (1948) e "N/T Moçambique" (1949), o "N/T Niassa" (1955), os irmãos "N/T Índia" (1951) e "N/T Timor" (1951), o "N/T Quanza" (1929),os gémeos "N/T Lúrio" (1950) e o "N/T Zambézia" (1949).
Nestes navios se fez a maior parte do transporte dos contingentes militares, material, funcionários do Estado e portugueses que iam para os antigos territórios portugueses em África Ocidental. Alguns deles faziam ainda as carreiras de África Oriental e do Extremo Oriente.

### Lista
- N/T Portugal (1881-1897)
- N/T Angola (1881- 1909)
- N/T Bolama (1883-1896)
- N/T S. Thomé (1883-1904)
- N/T Cabo Verde (1883-1917)
- N/T Loanda (1889-1922)
- N/T Lobito (1905-1909)
- N/T África (1905-1932)
- N/T Lisboa (1910-1910)
- N/T Lourenço Marques – Ex-Admiral, tomado aos alemães em 1916 [4][5]
- N/T Quelimane – Ex-Kronkprinz , tomado aos alemães em 1916
- N/T Pedro Gomes (1922-1932), ex-Sindoro
- N/T Angola (1948)
- N/T Moçambique (1949)
- N/T Niassa (1955)
- N/T Índia (1951)
- N/T Timor (1951)
- N/T Quanza (1929)
- N/T Lúrio (1950)
- N/T Zambézia (1949)
- N/T Príncipe Perfeito (1961)

## Rotas e serviços

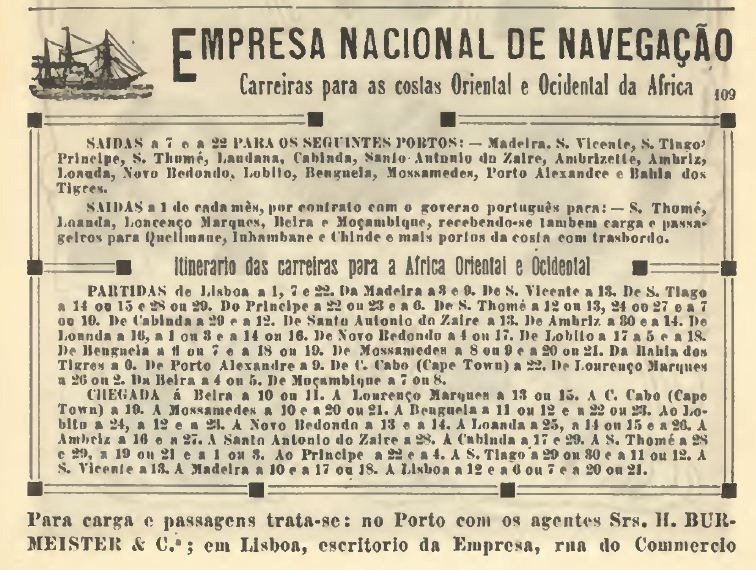
Anúncio da CNN, de 1912, com indicação de algumas rotas e navios

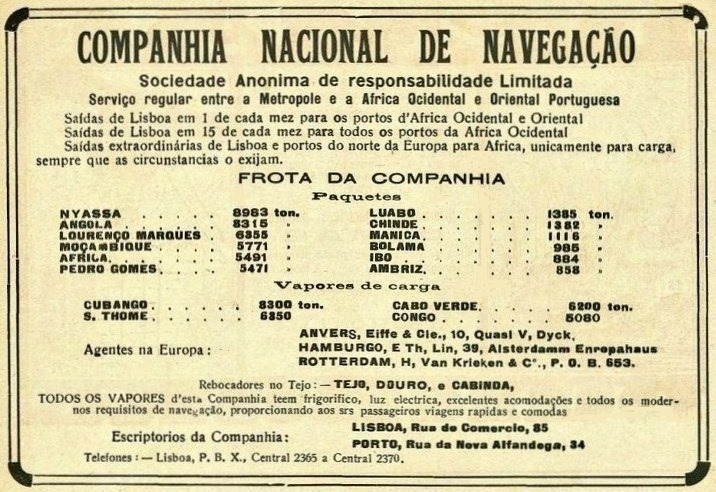
Anúncio da CNN, de 1926, com indicação de algumas rotas e navios

### 1912
- "Saídas de Lisboa a 7 e a 22  de cada mês,  para os seguintes portos: " Madeira, São Vicente, Santiago, Príncipe, São Tomé, Lândana, Cabinda, Santo António do Zaire, Ambrizete, Ambriz, Luanda, Novo Redondo, Lobito, Benguela, Moçâmedes, Porto Alexandre e Baía dos tigres
- "Saídas de Lisboa em 1 de cada mês, por contrato com o governo português para - " São Tomé, Luanda, Lourenço Marques, Beira e  Moçambique

### 1929
- "Serviço regular entre a Metrópole e a África Ocidental e Oriental Portuguesa"
- "Saídas de Lisboa em 1 de cada mês para os portos da África Ocidental e Oriental"
- "Saídas de Lisboa em 15 de cada uma para todos os portos da África Ocidental"